# Šulamit Šamirová
Šulamit Šamirová (hebrejsky: שולמית שמיר, rodným jménem Sarika Leviová; 19. dubna 1923 – 29. července 2011) byla manželka bývalého izraelského premiéra Jicchaka Šamira.

## Biografie
Narodila se v Sofii v Bulharsku do sefardské rodiny Chany a Elijahu Leviových. Studovala na hebrejské základní škole a gymnáziu a jako mladá dívka vstoupila do židovské revizionistické mládežnické organizace Bejtar. V roce 1941 v sedmnácti letech v osmé třídě opustila školu a společně s kolegy z Bejtaru ilegálně podnikla aliju do britské mandátní Palestiny, kde byla zatčena britskými úřady a převezena do internačního tábora Atlit. Zde se seznámila se svým budoucím manželem Jicchakem, který zde byl vězněn pro své aktivity v židovském podzemí. Po propuštění se v roce 1942 stala členkou podzemní vojenské organizace Lechi, kterou Šamir vedl, a pracovala pro něj jako kurýrka pod krycím jménem „Šulamit“. Byly jí přidělovány zvláště citlivé úkoly, mezi něž patřilo například předání rozkazu k útěku 20 vězňů Lechi z internačního tábora Mazra'a. V roce 1944 pro změnu doprovázela Elijahu Bejt Curiho do Káhiry (ten zde spáchal atentát na lorda Moyneho, o čemž však Šulamit v té době nevěděla). V roce 1944 se za Šamira provdala. Společně měli syna Ja'ira (* 1945), který se stal podnikatelem a ředitelem Israel Aerospace Industries a dceru Giladu. V roce 1947 byla Šulamit Šamirová zatčena britským oddělením Criminal Investigation Department a jedenáct dnů držela protestní hladovku, propuštěna byla 1. května 1948.
V době manželova politického působení zastávala řadu veřejných funkcí v různých společnostech a organizacích. Věnovala se dobrovolnické práci pro potřebné a sociálně slabé spoluobčany a založila a vedla Společnost pro seniory. Bulharská vláda ji ocenila za aktivní roli, kterou sehrála při znovuobnovení vztahů mezi oběma zeměmi.
Zemřela 29. července 2011 ve věku 88 let ve své domě v Tel Avivu.